# 柴進
柴 進（さい しん、Chái Jìn）は、中国の小説で四大奇書の一つである『水滸伝』の登場人物。

## キャラクター概要
天貴星の生まれ変わりで、序列は梁山泊第十位の好漢。渾名は小旋風（しょうせんぷう）。
生まれながらにして高貴な顔つきを備え、見た者を圧倒させる威厳を持つ、面倒見のいい大人。北宋の前代の王朝である後周の皇帝世宗（柴栄）の子である柴世祖末裔という設定で、宋王朝に禅譲した経緯から、子孫である柴進の滄州横海郡の広大な邸宅は、皇帝から丹書鉄券（お墨付き）を与えられており、一種の治外法権を認められ、様々な食客が養われていた。そのため東渓村の晁蓋、鄆城県の宋江と並ぶ人格者として侠気を讃えられていた。特に梁山泊のメンバーの中では、林冲、武松、宋江、李逵、石勇などが柴進の屋敷に一時期世話になっている。
水滸伝の原案の『大宋宣和遺事』では、黒旋風李逵の次に並ぶ李逵の弟分として設定されていた人物であった。水滸伝では設定が後周王朝の子孫となりあだ名の由来は不明になってしまった。

## 物語中での活躍
滄州横海郡に大邸宅を構えていた柴進は、当地へ流罪となって送られてきた林冲をもてなす。同邸に食客として滞在していた高慢な洪教頭に棒術勝負を挑まれ、いとも簡単に勝利した林冲を喝采し、以来親交を結ぶ。林冲が高俅からの刺客を殺し、お尋ね者となった際も屋敷の内に匿った。また、力自慢の武松や誤って殺人を犯した宋江が柴進を頼ってきた。2人は誤解から喧嘩を始めるが、柴進の仲介で意気投合し、義兄弟の契りを結ぶ。さらに、梁山泊に入った宋江は、同郷の朱仝を梁山泊入りさせるため、弟分の李逵に朱仝の主人である滄州の知府の息子を殺させる。激怒した朱仝は李逵に深い恨みを抱いたため、ほとぼりが冷めるまで、李逵は柴進の屋敷へ預けられることとなった。
しばらくして、高唐州に住む柴進の叔父の柴皇城が、高唐州の知府の高廉の義弟である殷天錫に脅迫され、庭園を奪われた挙げ句に殺された。更に柴進が叔父の仏事を取り仕切っている最中、殷天錫は屋敷の明け渡しを迫ったため、柴進に付き添っていた李逵がその行為に怒り、殷天錫を殺害。柴進は、後難を避けるため、李逵を梁山泊へ返した後、役所へ届けて弁解を試みるが、親族を殺された高廉は聞く耳を持たず、柴進は捕らえられて拷問され、殷天錫殺しの濡れ衣を被せられて死刑囚用の牢に入れられた。李逵から顛末を聞いた梁山泊の人々は、柴進救出のため、宋江を総大将として高唐州へ攻め寄せた。妖術を操る高廉の前に手を焼くも、道術の公孫勝を呼び寄せてこれを破り、高唐州を陥落させ、柴進救出に成功。柴進はそのまま梁山泊入りした。
晁蓋の死後、宋江が梁山泊の首領となってからは、柴進は後軍の寨の守りを務めた。北京の大商人の盧俊義を仲間に引き入れようとして失敗し、盧俊義が捕らわれると、戴宗とともに北京へ赴き、牢役人の蔡福に黄金を渡して助命嘆願した。のち、梁山泊軍が北京を落とした際に、柴進は蔡福の手引きにより、捕らわれていた盧俊義、石秀らを解放した。108星勢揃いの後は、第十位の好漢として、金銭・糧食を司る頭領となり李応とともに梁山泊の会計を務めた。宋江が都の東京へ元宵節の灯籠見物に赴いた際には、これに同行。燕青を引き連れ、役人のふりをして宮廷内に潜入する。そこに四大寇として「山東宋江」「江南方臘」「淮西王慶」「河北田虎」が挙げられているのを見て、山東宋江の文字を切り取って帰った。方臘征伐においては、柯引と変名して燕青とともに敵の本拠に潜入し、金芝公主と結婚して駙馬（娘婿）となり、主爵都尉に任命される。方臘軍の将として出陣し、宋江らがわざと負けることで方臘を安心させ、その油断を利用して燕青とともに方傑を討ち取り、方臘の宮殿の幇源洞を大混乱に陥れ、梁山泊軍を招き入れる功績を挙げた。
方臘征伐後は、武節将軍・横海郡都統制に任命されるが、持病を理由に固辞した。滄州横海郡に帰郷して富豪に戻った。悲劇的な末路を迎えた梁山泊の多くの面々とは異なり、天寿を全うした。

## 補足
柴進は、『水滸伝』の原型といわれる『大宋宣和遺事』にもすでに登場している。